# Großsteingrab Havelte 1
Das Großsteingrab Havelte 1 (auch Havelteberg genannt) ist eine megalithische Grabanlage der jungsteinzeitlichen Westgruppe der Trichterbecherkultur (TBK) bei Havelte, einem Ortsteil von Westerveld in der niederländischen Provinz Drenthe. Es wurde 1918 unter Leitung von Albert Egges van Giffen archäologisch untersucht. Das Grab trägt die Van-Giffen-Nummer D53.

## Lage
Das Grab befindet sich nördlich von Havelte am Hunebeddenweg. Etwa 150 m östlich liegt das Großsteingrab Havelte 2 (D54).

## Forschungsgeschichte

### 18. und 19. Jahrhundert
Das Grab wurde erstmals 1732 von Andries Schoemaker erwähnt. Im gleichen Jahr fertigte Cornelis Pronk eine Zeichnung an. Abraham de Haen zeichnete das Grab 1737. Leonhardt Johannes Friedrich Janssen, Kurator der Sammlung niederländischer Altertümer im Rijksmuseum van Oudheden in Leiden, besuchte 1847 einen Großteil der noch erhaltenen Großsteingräber der Niederlande, darunter auch das Grab Havelte 1, und publizierte im folgenden Jahr das erste Überblickswerk mit Baubeschreibungen und schematischen Plänen der Gräber. Janssens Nachfolger Willem Pleyte unternahm 1874 zusammen mit dem Fotografen Jan Goedeljee eine Reise durch Drenthe und ließ dort erstmals alle Großsteingräber systematisch fotografieren. Auf Grundlage dieser Fotos fertigte er Lithografien an. Conrad Leemans, Direktor des Rijksmuseums, unternahm 1877 unabhängig von Pleyte eine Reise nach Drenthe. Jan Ernst Henric Hooft van Iddekinge, der zuvor schon mit Pleyte dort gewesen war, fertigte für Leemans Pläne der Großsteingräber an. Leemans’ Bericht blieb allerdings unpubliziert.

### 20. und 21. Jahrhundert
Zwischen 1904 und 1906 dokumentierte der Mediziner und Amateurarchäologe Willem Johannes de Wilde alle noch erhaltenen Großsteingräber der Niederlande durch genaue Pläne, Fotografien und ausführliche Baubeschreibungen. Seine Aufzeichnungen zum Grab von Havelte sind allerdings verloren gegangen. 1918 dokumentierte Albert Egges van Giffen die Anlage für seinen Atlas der niederländischen Großsteingräber und führte eine vollständige Ausgrabung durch. Im Zweiten Weltkrieg wurden die Steine des Ganggrabes vergraben und an seinem Standort eine Landebahn errichtet. Der Flugplatz wurde 1944 und 1945 bombardiert. Nach dem Krieg wurde die Anlage an der ursprünglichen Stelle wieder aufgebaut. Dass dies möglich war, ist genauen Zeichnungen der Ausgrabung von 1918 zu verdanken. 1991 fand eine Restaurierung statt. Seit 1997 ist die Anlage ein Nationaldenkmal (Rijksmonument). 2017 wurde die Anlage zusammen mit den anderen noch erhaltenen Großsteingräbern der Niederlande in einem Projekt der Provinz Drente und der Reichsuniversität Groningen von der Stiftung Gratama mittels Photogrammetrie in einem 3D-Atlas erfasst.

## Beschreibung
Bei der Anlage handelt es sich um ein ostnordost-westsüdwestlich orientiertes Ganggrab. Von der Umfassung sind noch zehn Steine erhalten. Bei der Ausgrabung waren es noch 14, vier Steine sind mittlerweile verschwunden. Die Standspuren von weiteren 16 verschwundenen Umfassungssteinen wurden bei der Ausgrabung gefunden. Ursprünglich dürfte die Umfassung wohl aus über 40 Steinen bestanden haben. Der Steinkranz der Umfassung markiert die Basis des ursprünglichen Hügelschüttung der Anlage. Die Grabkammer hat eine Länge von 18,9 m und eine Breite von 4,4 m. Es handelt sich somit um das Großsteingrab mit der zweitgrößten Grabkammer in den Niederlanden, nur die des Großsteingrabs Borger (D27) ist größer. Die Kammer von D53 besitzt zehn Wandsteine an der nördlichen und elf an der südlichen Langseite. An der östlichen Schmalseite befindet sich ein Abschlussstein. Die Zahl von drei Abschlusssteinen an der westlichen Schmalseite ist in den Niederlanden einzigartig. Alle neun Decksteine sind noch erhalten und liegen seit der Restaurierung im Jahr 1991 wieder auf den Wandsteinen auf. Der Boden der Kammer bestand aus flachen Findlingen und einer Schicht von zerbranntem Granitsplitt. An der Mitte der südlichen Langseite befindet sich der Zugang zur Kammer. Diesem ist ein Gang aus zwei Wandsteinpaaren und einem Deckstein vorgelagert. Der Boden des Zugangs bestand aus Rollsteinen. zwischen Gang und Kammer befindet sich ein Schwellenstein (niederländisch drempelsteen).

## Funde

### Bestattungen
Aus dem Grab stammen Reste von Leichenbrand. Die geborgene Menge betrug nur 1105 g. Die Knochen gehörten zu fünf Individuen: Das erste war eine jugendliche Person unbestimmten Geschlechts, die im Alter zwischen 10 und 20 Jahren verstorben war. Das zweite Individuum war ein Mann, der im Alter zwischen 20 und 40 Jahren verstorben war. Das dritte war eine Frau oder eine jugendliche Person unbestimmten Geschlechts; das Sterbealter ließ sich nicht bestimmen. Das vierte Individuum war möglicherweise eine Frau, die im Alter zwischen 30 und 50 Jahren verstorben war. Das fünfte war ein Mann, der im Alter zwischen 20 und 40 Jahren verstorben war.

### Beigaben
Bei der Grabung wurden Scherben von 665 Gefäßen in einer 35 cm dicken Schicht gefunden. Aus keinem anderen Hünengrab in den Niederlanden wurde mehr Keramik geborgen. Die Keramik datiert in die Stufen 3–7 des von Anna Brindley aufgestellten typologischen Systems der Trichterbecher-Westgruppe. Dies entspricht dem Zeitraum 3300–2760 v. Chr. Weitere Funde waren drei Feuerstein-Äxte, eine Pfeilspitze, eine Hammeraxt, drei Gagat-Perlen und eine Bernstein-Perle.
Im Grab wurden auch geringe Reste von verbrannten Tierknochen gefunden. Die geborgene Menge betrug 20 g. Einige der Knochen stammten vom Schwein. Ob es sich um Reste von Werkzeugen oder von Speiseopfern handelte, ließ sich nicht mehr feststellen. Weiterhin wurden Bärenkrallen gefunden. Es könnte sich um Reste eines Bärenfells handeln, mit dem eine Person vor der Verbrennung eingewickelt worden war.

## Filme
- Dutch Dolmens, Skeletal Remains of Burial Mounds. History and Excavation. Drenthe, Netherlands. History With Kayleigh, 2020. In: YouTube. 23. Juni 2020, abgerufen am 6. Oktober 2021.